# Коефицијент откривке
Код површинске експлоатације минералних сировина радови на откривци у поређењу са радовима на добијању, заузимају приоритетно место. Економичност површинске експлоатације не зависи од апсолутне количине одстрањене јаловине, већ од односа ове количине према количини корисне минералне сировине.
Однос количине (јаловине) откривке према количини минералне сировине дефинише се преко коефицијента откривке (к). Према томе, коефицијент откривке показује колико m3 откривке је потребно да би се добио 1 m3 минералне сировине. Зависно од фазе пројектовања или експлоатације површинског копа, коефицијент откривке може имати различите називе и вредности.

## Изражавање коефицијента откривке
Коефицијент откривке може бити изражен као: однос маса (t/t); запремина (m3/m3), а често и као однос запремине откривке према маси минералне сировине (m3/t).
За откопавање угља, под коефицијентом откривке подразумева се број m3 откривке, који отпада на 1 t угља и изражава се у m3/t. При откопавању бакарне или неке друге руде, која има низак садржај корисне компоненте, овај коефицијент се изражава у t/t.

## Врсте коефицијента откривке
У фази пројектовања и експлоатације површинског копа, најчешће се примењују следеће врсте коефицијента откривке: средњи, гранични и погонски.

### Средњи коефицијент откривке (ksr)
Средњи коефицијент откривке изражава се односом укупних маса откривке ∑V, према укупно добијеној количини корисне минералне сировине ∑Q, у оквиру граница површинског копа.
```

  

    

      

        

          
k

          

            
s

            
r

          

        

        
=

        

          

            

              
∑

              
V

            

            

              
∑

              
Q

            

          

        

      

    

    
{\displaystyle k_{sr}={\frac {\sum V}{\sum Q}}}

  

```

### Гранични или хоризонтални коефицијент откривке (kg)
Гранични или хоризонтални коефицијент откривке представља однос запремине откривке Vg, коју је потребно одстранити да би се могле добити количина минералне сировине Qg са одређеног радног хоризонта површинског копа. Овај коефицијент обично служи за одређивање обима откривке при продубљивању површинског копа. а односи се на слојевита лежишта под нагибом.

### Погонски или текући коефицијент откривке (kt)
Погонски или текући коефицијент откривке представља однос обима откривке коју треба откопати за одређени период, према стварно добијеној количини минералне сировине.